# Linognathus africanus
Linognathus africanus (ang. african blue louse, czasem również african sheep louse) – gatunek wszy należący do rodziny Linognathidae, pasożytujący na kozie domowej (Capra hircus), owcy (Ovis aries) i jeleniowatych. Pasożytuje także na bydle w Afryce, Indiach i Ameryce Północnej. Pochodzi z Afryki, gdzie była początkowo pasożytem bydła, kóz i (rzadziej) owiec. Powoduje wszawicę.
Dorosła samica osiąga wielkość 2,0–2,5 mm, samiec zaś 1,5–1,75 mm. Cykl życiowy trwa ok. 4 tygodni. Osobniki dorosłe mają barwę jasnoniebiesko-szarą. Samica składa jaja zwane gniadmi, które są mocowane specjalnym "cementem" u nasady włosa. Pasożytuje na skórze owłosionej głównie na głowie, szyi i grzbiecie. W przypadku silnego opadnięcia może występować na całym ciele. U gospodarzy może wywoływać utratę owłosienia (związaną z utratą krwi oraz zakażeniem bakteryjnym) oraz silny świąd. W wypadku dziko żyjących jeleni w wypadku masywnego zasiedlenia gospodarza może powodować śmierć dorosłego osobnika. Może być również przyczyną śmierci młodych (głównie kóz, rzadziej owiec), które zasiedla już od ok. tygodnia po ich urodzeniu. Powoduje silną anemię i obrzęki kończyn. Łatwo pomylić ją z Linognathus stenopsis. W Afryce Subsaharyjskiej występuje wśród kóz częściej niż L. stenopsis.
Leczenie:
- iwermektyna 0,2 mg/kg (po, iv, sc)
- pyrethrin – sprej lub zasypka
- dawniej stosowano również organofosfaty (w spreju lub w zasypce; obecnie nie stosowane w terapii)